# Cortes (Monção)
Cortes is een plaats (freguesia) in de Portugese gemeente Monção en telt 1080 inwoners (2001).

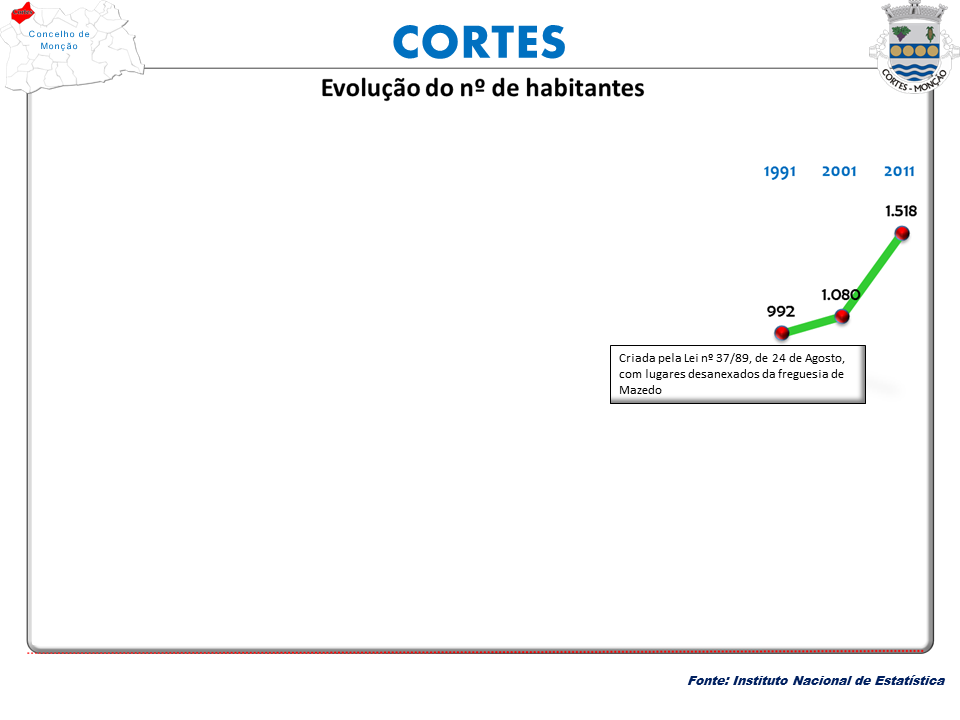
Bevolkingsontwikkeling tussen 1864 en 2011